# José Juan Farías
José Juan Santana Farías (Las Palmas de Gran Canaria, España, 11 de junio de 1958), conocido como Farías, es un exfutbolista español que se desempeñaba como centrocampista.

## Clubes
| Club                | País   | Año       |
| ------------------- | ------ | --------- |
| Las Palmas Atlético | España | 1977-1978 |
| U. D. Las Palmas    | España | 1978-1987 |
| CD Maspalomas       | España | 1987-1989 |